# San Giorgio Bigarello
San Giorgio Bigarello, appelée jusqu'à 2018 San Giorgio di Mantova,  est une commune italienne de la province de Mantoue, dans la région Lombardie.
Il s'agit depuis 2019 d'un comune sparso (en français, commune éparse) crée le 1er janvier 2019 de la fusion entre les communes dissoutes de San Giorgio di Mantova et Bigarello. Le siège municipal est situé dans la ville de Mottella.

## Histoire
Les deux communes de San Giorgio di Mantova et Bigarello ont entamé le processus qui conduira à la fusion en mars 2016, avec la constitution de l'Union Lombarde des Communes de San Giorgio et Bigarello. Suite au référendum du 9 septembre 2018, l'union a été dissoute et la commune de Bigarello a été incorporée à celle de San Giorgio qui ont ainsi simultanément changé de nom.
Lors de la campagne d'Italie, eut lieu, le 15 septembre 1796, la bataille de Saint-Georges, ou se distingua la 4e demi-brigade de deuxième formation. 

Le lendemain, le  feld-maréchal autrichien Giovanni Provera signe la capitulation de ses troupes sous les murs de San Giorgio di Mantova. 

## Administration
| Période                                  | Période | Identité | Étiquette | Qualité |
| ---------------------------------------- | ------- | -------- | --------- | ------- |
|                                          |         |          |           |         |
| Les données manquantes sont à compléter. |         |          |           |         |

### Hameaux
Bigarello, Caselle, Casette, Ghisiolo, Mottella (Sede Municipale), Tripoli, Villanova De Bellis, Villanova Maiardina

### Communes limitrophes
Castelbelforte, Mantoue, Porto Mantovano, Roncoferraro, Roverbella